# Massachusetts Bay Transportation Authority
La Massachusetts Bay Transportation Authority (MBTA), parfois désigné comme le T, est l'opérateur public des bus, métro, train de banlieue et lignes de ferry de l'agglomération de Boston, dans l'État du Massachusetts aux États-Unis. Officiellement un « corps politique et d'entreprise, et une subdivision politique » du Commonwealth du Massachusetts. La MTBA a été formée en 1964 faisant suite à la Metropolitan Transit Authority (MTA), a été immortalisée par The Kingston Trio dans la complainte folk-protestation populaire "MTA" : les habitants l'appellent « Le T », après son logo, la lettre T dans un cercle, adoptée dans les années 1960 et inspiré par le métro de Stockholm. En 2008, le système compte en moyenne 1,3 million de passagers chaque jour de la semaine, dont le métro moyenne 598 200, ce qui en fait le quatrième système de métro le plus prolifique des États-Unis. La ligne verte du métro et la ligne à grande vitesse Ashmont-Mattapan (en) représentent le système léger sur rail qui transporte le plus de passagers aux États-Unis, avec 255 100 passagers par semaine.
La MBTA est un consortium dont fait partie le groupe français Transdev à hauteur de 60%. Le 8 janvier 2014, la MBTA a choisi le français Keolis (SNCF) pour gérer le réseau de banlieue durant 8 ans.

## Histoire
Le transport de masse à Boston a été fourni par des entreprises privées, souvent en vertu de chartes accordées par la législature de l'État pour les monopoles limités, ayant le pouvoir de domaine éminent d'établir un droit de passage, jusqu'à la création de la Metropolitan Transit Authority en 1947. Le développement du transport de masse a suivi les deux tendances économiques et démographiques existantes.

### Chemin de fer
Peu de temps après que la locomotive à vapeur soit devenu pratique pour le transport de masse, la société privée Boston and Lowell Railroad inauguré en 1830 la ligne reliant Boston à Lowell, une importante ville manufacturière du nord de l'État, par l'un des plus anciens chemins de fer en Amérique du Nord. Cela a marqué le début du développement des chemins de fer interurbains américains, qui dans le Massachusetts deviendra plus tard le système MBTA Commuter Rail et la Branche D de la ligne verte.

### Tramways
À partir de l'ouverture de la première compagnie de tramway la Cambridge Railroad le 26 mars 1856, une profusion de lignes de tramway est apparue à Boston. Par conséquent, en dépit des changements des sociétés, Boston est la ville avec le plus vieux tramway fonctionnant dans le monde. Plus tard, beaucoup de ces sociétés ont été consolidées et les véhicules à traction animale ont été converties à la propulsion électrique.

### Métros et chemins de fer surélevés
L'encombrement du aux tramways au centre-ville de Boston a conduit à la création de passages souterrains et métro aérien, le premier en 1897 et le dernier en 1901. Le souterrain de Tremont Street a été le premier tunnel de transport en commun rapide aux États-Unis. Les chemins de fer à croisements dénivelés ont ajouté de la capacité de transport tout en évitant les retards causés par les intersections avec les rues transversales. Le premier chemin de fer surélevée et la première ligne de transport en commun rapide à Boston ont été construits trois ans avant la première ligne du métro de New York, mais 34 ans après les premières lignes du métro de Londres, et longtemps après le premier chemin de fer surélevé à New York.

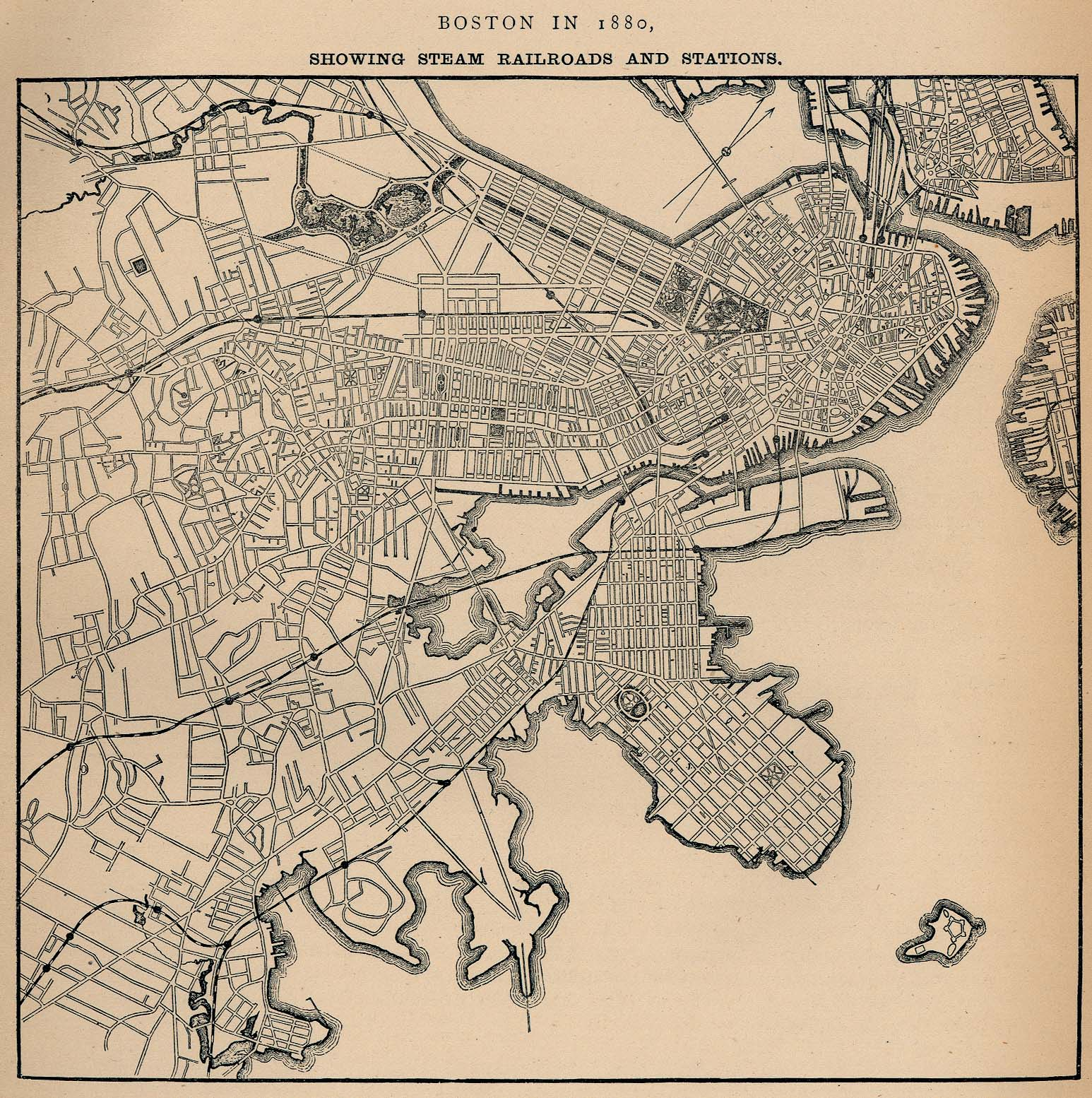
Chemins de fer à Boston en 1880
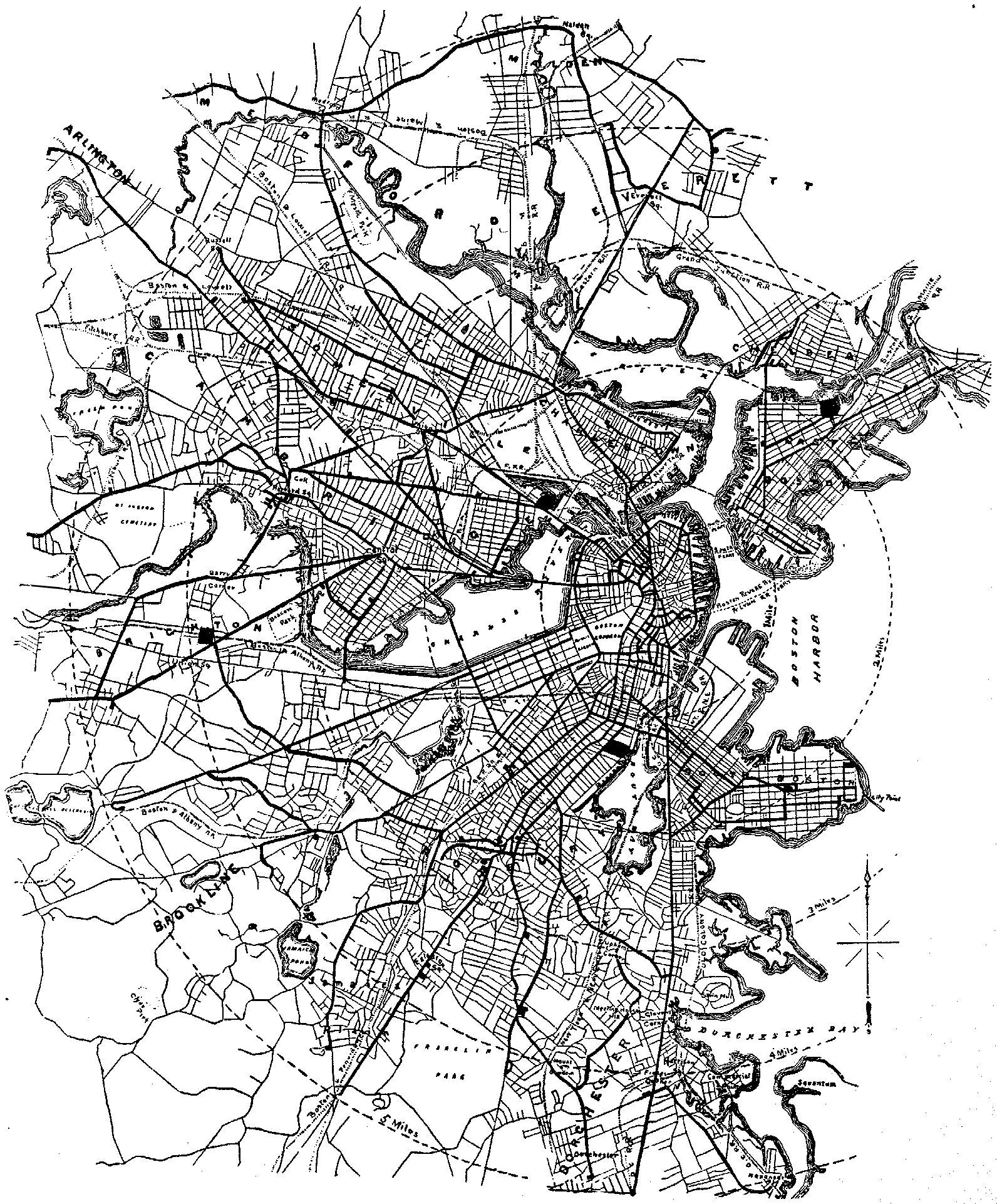
Reseau à West end en 1885
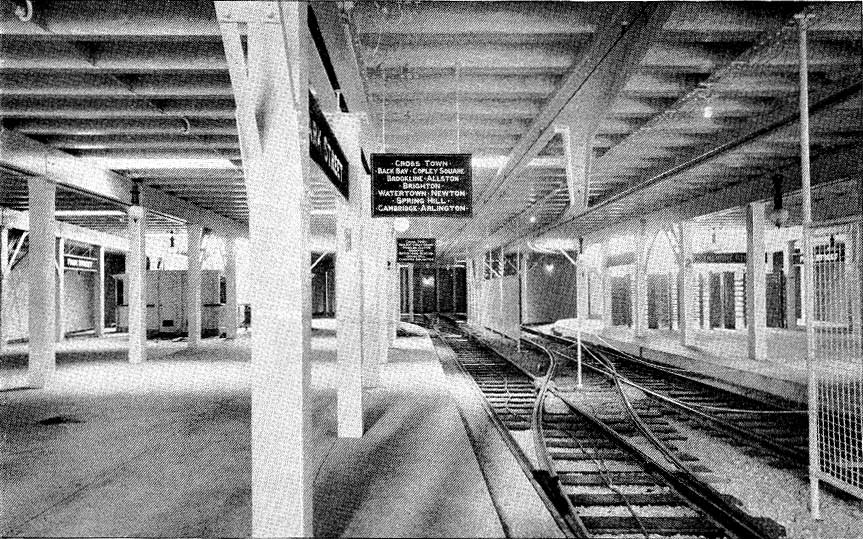
Park Street Station en 1898

### Bus
La Boston Elevated Railway a commencé le remplacement des rails par des bus en 1922. En 1936, a commencé le remplacement des rails par des Trolleybus. Le dernier tramway circulant sur la ligne Middlesex Street à Boston Street a terminé de circuler en 1930.

## Services de la MTBA

### Bus

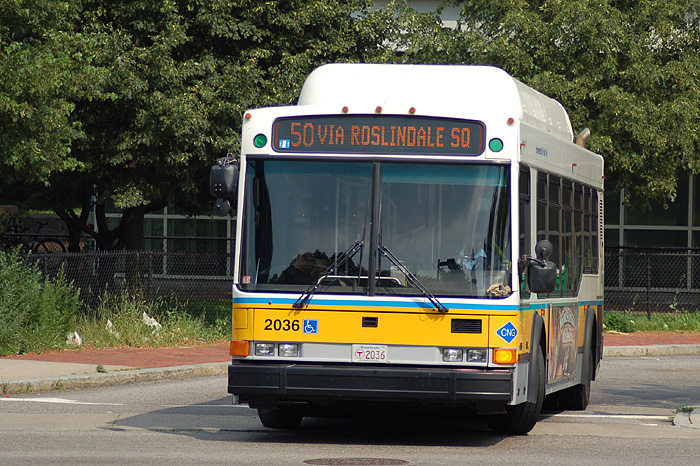
Bus typique de la North American Bus Industries

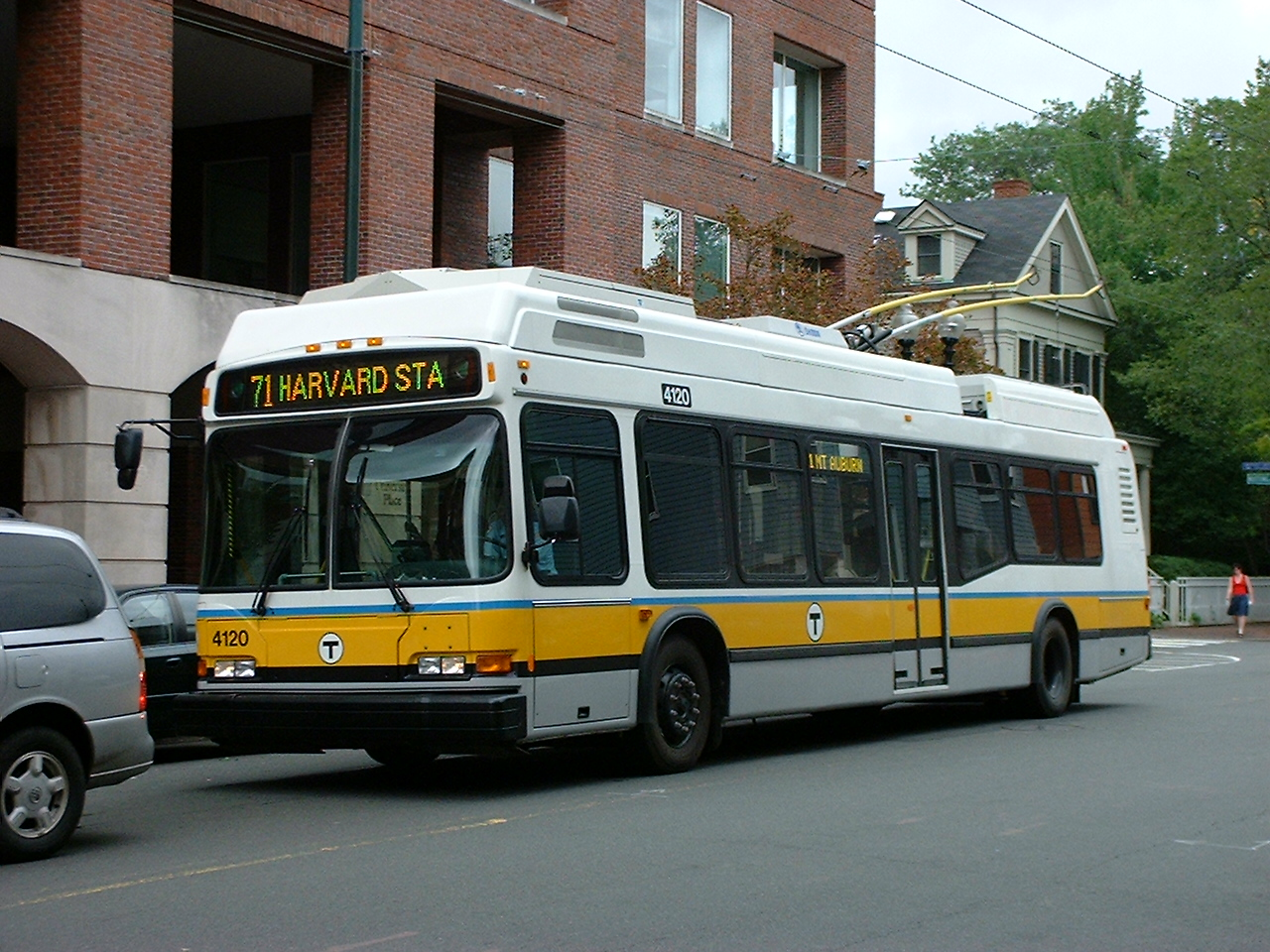
trolleybus de la ligne 71

Le système de bus de la MBTA est le septième des États-unis par le nombre d'usagers et comprend plus de 150 itinéraires dans la région du Grand Boston. La zone desservie par les services d'autobus de la MBTA correspond à celui desservi par le métro, mais est nettement inférieur à celui servi par le fonctionnement des trains de banlieue de la MBTA. Sept autres autorités régionales de transport fournissent également des services de bus dans cette aire, ceux-ci étant Brockton Zone Transit Authority, Cap Transportation Authority Ann, Grand Attleboro Regional Transit Authority Taunton, Regional Transit Authority Lowell, Regional Transit Authority Merrimack Valley, Regional Transit Authority Montachusett et Regional Transit Authority Worcester. Toutes ces autorités ont leurs propres structures tarifaires et l'exploitation de sous-traitance à des entreprises privées de bus, mais dans de nombreux cas, leurs bus servent de départs à la banlieue ferroviaire de la MBTA.
Dans la zone de service de bus de la MBTA, les correspondances avec le métro sont gratuites pour les utilisateurs de la  CharlieCard (pour les bus locaux), sinon il faut payer la différence entre le bus et le tarif de métro supérieur. Les correspondances de bus à bus (pour les bus locaux) sont gratuites. Beaucoup d'itinéraires périphériques fonctionnent en suivant les routes principales du centre-ville. Les bus sont de couleur blanche avec parements jaune.
La ligne argent est le premier service de la MBTA désigné comme transport rapide par autobus, même s'il lui manque de nombreuses caractéristiques de transport rapide par autobus. Le premier tronçon qui a remplacé le bus 49, a été mis en service en 2002, avec des correspondances gratuites avec le métro du centre-ville jusqu'au 1er janvier 2007, lorsque le système de tarification a été révisé. Le tronçon Washington Street longe plusieurs rues du centre-ville et la plupart du temps dans les couloirs de bus de Washington Street. Il est classé comme un service bus à des fins de tarification.

### Métro
Le métro de Boston circule en souterrain dans le centre-ville et en surface sur le reste du réseau avec des croisements à niveau. Le système actuel du 'T' est composé dans son centre de trois lignes de métro lourd, d’une ligne de pré-métro dans laquelle roulent quatre lignes de tramways et d'une ligne souterraine de bus à grands gabarits qui relie le quartier financier de Boston à l'aéroport international Logan. Dans le sud de la ville, le réseau comporte également une ligne de tram-train, la Ashmont-Mattapan High Speed Line qui prolonge la ligne rouge.
Le réseau complet mesure 105,7 kilomètres et comporte 123 stations.
Les cinq lignes sont différenciées par des couleurs depuis 1965. La ligne orange a reçu sa couleur du nom de Orange Street sous laquelle elle roule, la ligne rouge doit sa couleur à celle de l’université Harvard qu’elle dessert, la ligne bleue de la couleur de l’eau du port de Boston sous lequel elle roule tandis que la ligne verte est un rappel de l'Emerald Necklace, un des plus beaux parcs de la ville.

### Trains de banlieue
Le système MBTA Commuter Rail est un réseau ferroviaire régional qui partage ses rails avec des voitures particulières et des trains de marchandises interurbains. En 2007, le système était composé de douze lignes, dont trois ont des dérivations et une autre branche donne accès à Gillette Stadium pour des événements spéciaux à Foxborough ou dans les environs. Le réseau ferroviaire fonctionne selon un modèle de distribution d'étoile, les lignes s'étendant radialement vers l'extérieur de la ville de Boston. Huit des lignes convergent vers la Gare du Midi, avec quatre d'entre eux en passant par la gare de Back Bay. Les quatre autres convergent à North Station. Amtrak utilise deux des lignes du côté sud et une des lignes nord-secondaires pour le service interurbain à longue distance. Le système de trains de banlieue a utilisé la couleur pourpre sur les wagons et les cartes du système depuis le 8 octobre 1974, et par conséquent, il est parfois appelé le Purple Line.